# Tito Francia
Tito Francia, pseudonômio de "Fioravante Francia", nasceu em Mendoza (Argentina), em 1º março de 1926, faleceu em 30 dezembro de 2004. Foi músico de rádio e guitarrista, contava com uma boa formação musical e também foi maestro e compositor. Foi amigo de Juan Carlos Sedero, de quem recebeu aulas de piano .
Aos nove anos formou um dueto com seu irmão e começou a se apresentar em estações de rádio de Mendonza.
Durante seu aprendizado musical no Conservatório Gutiérrez del Barrio, teve como mestres: Higinio Otero, José Plá, Enrique Trensal, Pedro Alcaraz y Núñez, Enrique Gelusini e, posteriormente, seu amigo Juan Carlos Sedero. Chegou a ingressar no Conservatório Nacional em Buenos Aires, mas teve que retornar à Mendonza antes de concluir sua formação.
Aos 17 anos, passou a atuar como contratado da Rádio Splendid em Mendonza e depois da Rádio Aconcágua, onde manteve estabeleceu amizade com o diretor com Júlio  Pozo e com tocadores de violão como: Santiago Bértiz, Martín Ochoa, Pedro Gullo e Ángel Honorato.
Depois, tendo como empresário Antônio Tormo, começou a se apresentar em outras cidades da Argentina e a atuar em rádios de Buenos Aires como a Rádio El Mundo e a Rádio Belgrano.
Nessa época começa a tocar em um conjunto de jazz e nos "Trovadores de Cuyo", juntamente como Hilário Cuadros.
Durante a década de 1960, fez uma viagem que incluiu apresentações nos Estados Unidos, Hong Kong, Tóquio, Taipei, Bangkok, Porto Rico, Canadá, entre outros destinos.
Atuou em parcerias com Andrés Krisac, Alberto Marino, Roberto Rufino, Roberto Goyeneche, Oscar Alonso, Ángel Vargas, Tita Merello, Jorge Vidal, Jorge Sobral, Rosanna Falasca, Nelly Vázquez e Edmundo Rivero. Juntamente com Edmundo, fez apresentações nos Estados Unidos em uma comitiva que incluía Astor Piazzolla.
Em 1963, foi um dos fundadores do movimento cultural que ficou conhecido como Nuevo Cancionero Cuyano.
Em 1973, lançou o disco: "Fiesta para cuerdas", em parceria com Santiago Bértiz, que incluía obras de Johann Sebastian Bach, [[Niccolò Paganini], Nikolai Rimsky-Korsakov, Frédéric Chopin, Astor Piazzolla, Emílio Balcarce e composições próprias.
Durante a sua carreira tocou tangos, cuecas, zambas, boleros, baladas, valsas, música brasileira, foxtrot, tonadas, "música litoraleña", vidalas e milongas.
Entre junho de 1974 e 1986, foi professor adjunto de violão na Escola de Música da Universidade Nacional de Cuyo.
Entre suas obras mais conhecidas, podem-se citar: "Zamba azul", "Regreso a la tonada", "Zamba de los adioses", "Suite Ruralia", "Sinfonía Hiroshima" e "Sonata para piano" de um total de 164 composições (70 clássicas e 94 populares), dentre as quais 23 tangos 